# Jacaré-coroa
O jacaré-coroa (Paleosuchus trigonatus) é um jacaré da Amazônia, encontrado em pequenos riachos no interior da floresta. Tal espécie mede cerca de 1,5 m de comprimento, focinho comprido e estreito e cauda relativamente curta. Também é conhecido pelos nomes de curulana e jacaré-curuá.